# Murarév
 Murarév (korábban Hotticza, szlovénül: Hotiza) falu Szlovéniában, a Muravidéken. Közigazgatásilag Lendva községhez tartozik.

## Fekvése
Lendvától 8 km-re délnyugatra, a Mura bal partján, a Muraszombat-Lendva  út és a Mura holtága között fekszik.

## Története
A régészeti leletek tanúsága szerint területe már az ókorban is lakott volt. Határában egy a középső bronzkorban létesített település maradványait tárták fel.
A mai települést 1389-ben "Hotiza" alakban említik először. 1524-ben "Hothyza" néven szerepel. Területe 1644-ig a család kihalásáig volt a Bánffyak birtoka. Ezután a Nádasdy család birtoka lett. 1690-ben Eszterházy nádor több más valaha Bánffy-birtokkal együtt megvásárolta. Ezután végig a család birtoka maradt.
Az 1848-49-es szabadságharc idején súlyos károkat szenvedett, 1848 december 13-án a magyarok az itteni kompot elsüllyesztették, hogy a császári sereg a Murán ne tudjon átkelni. A településnek 1869-ben még csak 428 lakosa volt. Később a lakosság száma fokozatosan nőtt, csúcspontját 1948-ban érte el 1052 lakossal. Ezután ismét folyamatosan csökkent.
Iskoláját 1886-ban nyitották, addig a gyerekek Kapcára jártak iskolába. 1914-ben az épület súlyosan megrongálódott, de felújították. Az oktatás nyelve a magyar volt, de a hittanórákat szlovénul tartották.
Vályi András szerint " HOTICZA. Horvát falu Szala Várm. földes Ura H. Eszterházy Uraság, lakosai katolikusok, fekszik Alsó Lendvához közel, mellynek filiája, határja meglehetős termékenységű, de Mura vize meg szokta önteni."
Fényes Elek szerint " Hoticsa, vindustót falu, Szala vmegyében, 314 kath. lak. F. u. hg. Eszterházy. Ut. p. A. Lendva."
1910-ben 756, túlnyomórészt szlovén lakosa volt.
Közigazgatásilag Zala vármegye Alsólendvai járásának része volt. 1919-ben a Szerb–Horvát–Szlovén Királysághoz csatolták, ami tíz évvel később vette fel a Jugoszlávia nevet. 1941-ben a Muramentét a magyar hadsereg visszafoglalta és 1945-ig ismét Magyarország része volt, majd a második világháború befejezése után végleg jugoszláv kézbe került. 1991 óta a független Szlovén Köztársaság része. 2002-ben 777 lakosa volt.

## Nevezetességei
- A falu közepén álló Szent Péter és Pál apostolok tiszteletére szentelt plébániatemploma 1926-ban épült.
- Bronzkori település maradványai a Gospodsko-dűlőben.
- A falutól nyugatra található a mintegy egy kilométer hosszú Hotizai-tó, mely a Mura egyik holtágában alakult ki. Itt és a Mura holtágaiban gazdag vízinövényzet, tavirózsák, számos vízimadár és halfaj él. Az itt fészkelő madarak között kormoránok, hattyúk is találhatók.